# Hanahan
Hanahan is een plaats (city) in de Amerikaanse staat South Carolina, en valt bestuurlijk gezien onder Berkeley County.

## Demografie
Bij de volkstelling in 2000 werd het aantal inwoners vastgesteld op 12.937.
In 2006 is het aantal inwoners door het United States Census Bureau geschat op 13.846, een stijging van 909 (7.0%).

## Geografie
Volgens het United States Census Bureau beslaat de plaats een oppervlakte van
27,7 km², waarvan 26,1 km² land en 1,6 km² water.

## Plaatsen in de nabije omgeving
De onderstaande figuur toont nabijgelegen plaatsen in een straal van 20 km rond Hanahan.